# دیاکسی
دیاکسی (به انگلیسی: Diauxie) کلمه‌ای یونانی است که توسط  ژاکوس مونود ابداع شده و به معنی مراحل رشد دوتایی است. این کلمه در زیست‌شناسی یاخته‌ای برای توصیف مراحل رشد یک میکروارگانیسم در محیط کشت دسته‌ای به کار می‌رود که مخلوطی از دو قند را متابولیزه می‌کند. سلول‌های میکروبی به جای متابولیزه کردن هم‌زمان دو قند موجود، معمولاً آن‌ها را بر اساس یک الگوی دائمی مصرف می‌کنند که منجر به دو مرحلۀ جداگانۀ رشد می‌شود.